# 미노다 고지
미노다 고지(일본어: 簑田 浩二, 1952년 3월 11일 ~ )는 일본의 전 프로 야구 선수이자 야구 지도자, 야구 해설가·평론가이다. 히로시마현 하쓰카이치시 출신이며 현역 시절 포지션은 외야수였다.
현역 시절 한큐 브레이브스와 요미우리 자이언츠에서 맹활약을 했는데 공격·주루·수비 모두 뛰어난 올라운더로서 알려져 있으며 1980년에는 트리플 쓰리를 달성했다. 특히 1978년부터 1985년까지 8년 연속 다이아몬드 글러브상을 수상할 정도의 빈틈없는 수비 플레이를 보여주면서 간판 외야수로 군림했다.

## 인물

### 프로 입단 전
오타케 고등학교 시절인 1969년 하계 고시엔 히로시마현 예선에서 8강에 진출했지만 고코 고등학교에게 패하여 고시엔과는 인연이 없었다. 졸업 후 1971년 미쓰비시 중공업 미하라에 입사하여 사회인 야구팀에서는 도시 대항 야구 대회에 보강 선수로서 출전을 포함한 네 차례나 출전했다. 1972년 프로 야구 드래프트에서는 당시 고등학교 선배인 히로세 요시노리가 주력 선수로서 활약하고 있던 난카이 호크스로부터 드래프트 4순위 지명을 받았지만 당시에는 프로 야구에 흥미가 없고, 선수로 뛸 자신도 없었기 때문에 입단을 거부했다. 난카이의 입단 거부 배경에는 전력을 잃고 싶지 않다는 미쓰비시 중공업 미하라의 만류도 있었다고 한다. 1974년 도시 대항 야구 대회에서는 좌익수로서 팀을 준준결승전 진출에 기여했지만 신일본제철 야하타의 에이스 하기노 도모야스에게 막혀 팀은 탈락했다.

### 한큐 브레이브스 시절
내야와 외야를 모두 지키는 유틸리티 플레이어로 평가받아 1975년에 드래프트 2순위로 한큐 브레이브스에 입단했다. 한큐에서는 사회인 야구 시절부터 이름이 알려져 있던 야마구치 다카시가 입단했던 팀이라는 정도 밖에 몰랐던 데다가 히로시마 출신으로 히로시마 도요 카프의 팬이었던 미노다에게 있어서는 같은 해 일본 시리즈에서 그 해에 리그 첫 우승을 달성한 히로시마를 눌렀던 팀이었기 때문에 복잡한 기분이 들었다고 한다. 또, 22세 때 사내 여직원과 결혼하였는데 한큐에 입단할 당시에는 부인의 뱃속에 아이가 있었다.
체구가 작았던 것도 있어 입단할 때부터 야구 선수로서 하나의 면에서만 특출나기보다 모든 면을 다 갖추는 것을 이상으로 삼았다. 원래는 내야수였으나 가토 히데지, 바비 마르카노, 오하시 유타카, 모리모토 기요시(또는 모리모토와의 트레이드로 주니치 드래건스에서 이적해 온 시마타니 긴지)로 이어지는 내야진에 끼어들 여지가 없어 프로 2년째인 1977년에는 외야수로 전향했다. 그러나 외야에도 오쿠마 다다요시, 후쿠모토 유타카, 버니 윌리엄스 등 주전들과 경쟁하였지만 벽은 높았다. 그렇게 프로 1년차와 2년차에는 주로 벤치에만 머물렀으나 전환점이 된 것은 2년째에 요미우리 자이언츠와 맞대결을 펼친 1977년 일본 시리즈 4차전이었다.
이 경기에서는 9회초 2사에 1점 뒤지고 있는 상황에서 주자 없이 볼넷으로 출루한 후지이 에이지의 대주자로 출전하여 대타가 다카이 야스히로인 상황에 아사노 게이시 - 요시다 다카시 배터리의 경계를 하던 중 도루를 성공시켰다(미노다 본인은 9회 2사, 대타 다카이의 상황에서 배터리는 그다지 경계하지 않았다고 느꼈다. 또, 우에다 도시하루 감독으로부터 “찬스가 있으면 초구부터 달려라”라고 지시받았다). 그 후 다카이의 좌익수 앞 안타로 2루에서 재빠르게 홈을 밟아 다카이가 안타를 때린 순간부터 이시이 아키라 3루 코치는 팔을 돌리고 있었다. 그러나 미노다 본인은 3루에 도달하기 전에 이미 홈에서 아웃당할 거라고 예상하여 실제 홈에서의 타이밍은 아웃으로 여겨졌다. 하지만 요시다의 터치를 잘 피해 동점이 되는 홈을 밟아 한큐의 역전 승리로 이어졌다. 이때 덕아웃에 있던 한큐 선수 전원이 기뻐하던 와중에 우에다 감독만은 “스타트가 늦었다. 투 아웃이니까 좀 더 힘껏 스타트를 끊어라”라고 주문했고 미노다에게 있어서는 이것이 야구의 깊이를 깨우쳐 주는 계기가 됐다고 한다.
미노다는 당시 경기에 대해 그 때부터는 상황에 대응해서 생각하는 플레이를 펼치는 것을 염두에 두게 됐다고 다음과 같이 말했다.

그 플레이는 운도 좋았다. 좌익수에(하리모토 이사오의) 수비 굳히기로 들어가 있던 니노미야(이타루)의 송구가 훌륭했지만 노 컷이었다면 그대로 아웃이었다. 그런데 3루의 다카다(시게루)가 중계한 송구가 1미터 안쪽으로 빗나갔다. 아마 요시다도 노컷이라고 외쳤을 테지만 주위의 함성이 워낙 커서 안 들렸던 모양이다(요시다 본인은 ‘됐다’라고 외쳤다는데 역시 다카다에게는 들리지 않았을 거라고 추측했다). 여러 가지 우연이 겹쳐서 내가 영웅이 되긴 했어도 만약 아웃됐더라면 경기에서 졌을 테고 시리즈의 흐름 역시 달라졌을 것이다.
 — 미노다 고지
이듬해 1978년에는 부상으로 이탈한 오쿠마를 대신해서 2번 타자, 좌익수로 고정돼 처음으로 규정 타석을 채우고 타율 0.307(리그 7위), 61개의 도루를 기록했다. 후쿠모토가 그 해에 기록한 70개의 도루에는 미치지 못해 도루왕 타이틀 획득에는 실패했으나 “후쿠모토와는 팀내 역할이 다르니 당연한 일”이라고 말했다. 1978년부터 8년 연속으로 다이아몬드 글러브상을 수상할 정도의 뛰어난 수비를 보여줬는데 미노다는 “제일 기분이 좋았던 때는 수비를 할 때였다. 특히 홈에서 상대 주자를 아웃시키는 플레이는 1점 플레이라는 의미에서는 홈런을 때리는 것이나 마찬가지다. 내가 홈런을 날릴 때보다 더 짜릿한 쾌감을 느꼈다”라고 말했다. 보살이 많았던 것을 두고 어깨가 강한 외야수로 평가되곤 했는데 미노다 자신은 이 점에 대해서 다음과 같이 말했다.

나는 멀리 던지기가 90미터도 채 안 되고 어깨가 그리 강한 편도 아니다. 재빠르게 홈으로 송구하여 주자를 아웃시키는 데는 꼭 어깨가 강할 필요는 없다. 홈에서 펜스까지의 거리는 아무리 넓어봤자 100m 남짓이며 야수는 그보다 앞에서 지키고 서 있기 마련이고 특히 이런 상황에서는 여느 때보다 더 앞쪽에서 수비를 한다. 기본적으로 컷맨을 노리고 던지지만 원바운드로 홈에 공을 전달하려면 50m 정도 던질 수 있으면 충분하다. … 그것보다 중요한 것은 상황에 따라 수비 위치를 생각하는 것이다.
 — 미노다 고지
1980년에는 홈런 31개, 도루 39개, 희생타 31개를 기록했는데 이 ‘30-30-30’은 일본 프로 야구에서 가장 유일하다. 그 해에 퇴단한 윌리엄스를 대신해 이듬해인 1981년에는 우익수로 변경했고 등번호도 윌리엄스가 착용했던 1번을 이어받았다. 미노다는 “좌익수보다 우익수 쪽이 재미있었다. 주자를 3루로 출루시키지 않는 송구 등, 플레이의 폭이 넓었다”라고 회고했다.
1982년 후기 시즌부터는 주로 3번 타자로 기용되는 일이 많았고 이듬해 1983년에는 타율 0.312(리그 5위), 홈런 32개, 도루 35개를 기록하여 나카니시 후토시 이래 30년 만에 역대 네 번째인 트리플 쓰리를 달성했다. 잘생긴 외모로 여성 팬들로부터 인기를 끌어 ‘쳐도 좋고, 수비도 좋고, 달리기 좋고 얼굴도 좋아’라고 언론에서 보도된 적도 있다. 이 정도 페이스라면 올스타전에 앞서 기록을 달성할 수 있겠다는 말을 담당 기자한테 들은 데다가 나카니시 이래 30년 만의 쾌거라는 사실을 알고 기록을 강하게 의식했다고 한다. 특히 신경썼던 부분은 도루였는데 당초에 3번이라는 포지션상 4번 타자(미즈타니 지쓰오, 부머 웰스) 앞에서 아웃당하면 안 된다는 생각에 도루 개수가 적었지만 시즌 후반에 들어가서는 이를 의식하고 도루 개수를 늘린 끝에 기록 달성에 성공했다. 그리고 팬한테서 ‘333’이라는 숫자가 들어간 기념 넥타이핀을 선물로 받았다고 한다. 또한 그 해에는 양대 리그 최다 기록인 17개의 보살을 기록했다.
하지만 1985년에는 개막 9경기째인 4월 17일 경기 도중 타석에서 머리 부분에 사구를 맞고 팀 전력에서 장기 이탈하는 등 부상에 시달리는 일이 잦아졌다. 이듬해 1986년 4월 30일 롯데 오리온스전에서 자신이 친 타구로 인해 왼쪽 정강이뼈가 골절되는 중상을 입으면서 1군 복귀는 8월까지 미뤄졌다. 이러한 부상 여파로 1986년에는 데뷔 후 처음으로 단 한 개의 도루를 기록하지 못했고 이후에는 타격 성적이 급격하게 떨어졌다. 1987년에는 121경기에 출전했지만 0.241의 저조한 타율을 남겨 젊은 선수들의 성장으로 인해 뚜렷한 활약을 보여주질 못했다.

### 요미우리 자이언츠 시절
1988년에 현금 트레이드로 요미우리 자이언츠에 이적하여(등번호는 2번) 그 해에 개장한 도쿄 돔에 대응할 수 있는 ‘수비의 명수’로서 기대됐다. 전성기의 활약을 보여줄 수는 없었으나 젊은 선수들의 본보기로서 이듬해 1989년 일본 시리즈 우승에도 큰 기여를 했다. 긴테쓰 버펄로스에게 내리 3연패를 당하다가 물러설 곳 없는 4차전에서 컨디션 난조로 부진에 시달리고 있던 오가타 고이치를 대신해 1번 타자로 기용돼 첫 회에 2루타를 때려냈고 3루에 출루한 후 얕은 중견수 플라이로 터치를 재빨리 빠져나가 선취 득점을 올리는 등 경기 흐름을 바꿨다. 미노다의 배팅 연습을 보고 있던 구와타 마스미는 “오른쪽의 시노즈카 같다”라고 그 높은 타격 기술을 극찬했다. 1990년에 쓰스에 히데아키와 함께 시즌 도중 현역에서 은퇴하겠다는 의사를 밝혔고 시즌이 종료될 때까지 1군 타격 코치 보좌, 1루 베이스 코치를 맡았다. 이로써 1990년 시즌 끝으로 15년 간의 현역 생활을 은퇴했다.

### 그 후
은퇴 후 요미우리에서 1군 수비·주루 코치(1991년), 1군 종합 코치(1992년), 1군 외야 수비·주루 코치(1993년 ~ 1995년) 등을 역임하여 1994년에 리그 우승·일본 시리즈 우승에 기여했다. 1995년에는 30억 엔을 보강했음에도 불구하고 우승을 놓친 것에 대한 책임을 지는 형태로 당시 수석 코치였던 스도 유타카와 함께 경질됐다. 구단 사무소에 갔더니 닛폰 TV, 라디오닛폰의 야구 해설자와 스포츠 호치 야구 평론가 자리를 제의받았지만 이를 고사했고 훗날 미노다는 “요미우리 계열에 신세지고 싶지 않다고 생각해서 나중에야 성급한 것은 손해구나라고 생각했다”라고 말했다.
요미우리 퇴단 후에는 1996년부터 2001년까지 TV 도쿄 야구 해설자, 데일리 스포츠 야구 평론가를 맡았다. 현재는 프리랜서 야구 평론가로도 활동 중에 있고 일본 인스트럭터 프로골프협회에서 인정하는 프로 골퍼로서 도에이 지하철 아사쿠사선 아사쿠사바시역 부근에 위치한 ‘우애 골프 아카데미’에서 레슨을 지도하고 있다. 도쿄 스포츠에 ‘센트럴·퍼시픽 맹주의 뒷면을 아는 명수, 미노다 고지’라는 제목의 자서전 형식의 칼럼을 게재한 적도 있다.

## 일화
현역 시절에 제일 화가 났던 것이 자신에게 붙여진 별명이었다. 뭔가 제약이 많은 2번 타자로 정착했던 1978년에 스트레스의 원인으로 경기 전에 설사를 해서 화장실에 달려가는 일이 많았다. 시즌 오프에 구단이 주최하는 골프 경기에서 선수들을 말에 비교해 경주마풍의 이름이 붙여졌는데 미노다 자신에게 붙여진 말이름은 ‘만게리호프’(マンゲリホープ)였다. ‘만성적인 설사의 기대주’라는 의미였는데, 반응이 “이거 좋다!”라고 모두에게 웃음거리가 되어 얼굴이 빨개진 미노다는 화를 내며 “대체 누가 이런 이름을 붙인 거야!”라며 격한 반응을 드러냈다. 구단 직원의 소행이라고 알려졌지만 훗날 요미우리에 트레이드로 이적했을 때에도 “구단과 미노다는 험악한 관계였다”라고 알려지면서 그 구체적인 예로 ‘만게리호프’가 인용될 정도로 유명해졌다. 1983년에 한큐가 손님 끌기 아이디어로 후쿠모토 유타카, 범프 윌스와 미노다의 ‘준족 트리오’를 경주마와 대결시키는 이벤트를 기획했다. 배부된 출마표엔 범프 윌스는 그대로, 후쿠모토는 자신의 가타카나 이름(フクモトユタカ)이 적혀있는 반면 미노다는 또다시 ‘만게리호프’라고 적혀있다. 이에 화를 낸 미노다는 여기에서도 출마를 취소했다는 일화가 있다.

## 상세 정보

### 출신 학교
- 히로시마 현립 오타케 고등학교

### 선수 경력
- 미쓰비시 중공업 미하라
- 한큐 브레이브스(1976년 ~ 1987년)
- 요미우리 자이언츠(1988년 ~ 1990년)

### 지도자 경력
- 요미우리 자이언츠 1군 수비·주루 코치(1991년)
- 요미우리 자이언츠 1군 종합 코치(1992년)
- 요미우리 자이언츠 1군 외야 수비·주루 코치(1993년 ~ 1995년)

### 수상·타이틀 경력
- 베스트 나인 : 3회(1978년, 1983년, 1984년) ※외야수 부문
- 다이아몬드 글러브상 : 8회(1978년 ~ 1985년) ※외야수 부문
- 올스타전 MVP : 2회(1978년 2차전, 1984년 1차전)
- 주니어 올스타전 MVP : 1회(1976년)

### 개인 기록

#### 첫 기록
- 첫 출장 : 1976년 4월 3일, 대 긴테쓰 버펄로스 전기 1차전(한큐 니시노미야 구장), 2회말에 쇼가키 히로노리의 대주자로서 출장
- 첫 도루 : 1976년 4월 10일, 대 롯데 오리온스 전기 1차전(미야기 구장), 8회초에 2루 안착(투수: 사토 히로마사, 포수: 사카키 신이치)
- 첫 안타·첫 홈런·첫 타점 : 1976년 10월 4일, 대 닛폰햄 파이터스 후기 13차전(고라쿠엔 구장), 8회초에 무라카미 마사노리로부터 2점 홈런
- 첫 선발 출장 : 1976년 10월 7일, 대 난카이 호크스 후기 13차전(오사카 구장), 9번·중견수로서 선발 출장

#### 기록 달성 경력
- 통산 100홈런 : 1983년 5월 15일, 대 난카이 호크스 6차전(한큐 니시노미야 구장), 6회말에 오쓰보 유키오로부터 솔로 홈런 ※역대 124번째
- 통산 150홈런 : 1985년 4월 6일, 대 난카이 호크스 1차전(한큐 니시노미야 구장), 1회말에 야마우치 다카노리로부터 좌중간 솔로 홈런 ※역대 74번째
- 통산 1000경기 출장 : 1985년 6월 2일, 대 세이부 라이온스 10차전(고치 시 야구장), 3번·우익수로서 선발 출장 ※역대 253번째
- 통산 1000안타 : 1985년 8월 24일, 대 긴테쓰 버펄로스 18차전(나고야 구장), 9회초에 스즈키 야스지로로부터 좌익선상 적시 2루타 ※역대 143번째
- 통산 200홈런 : 1988년 6월 30일, 대 한신 타이거스 12차전(한신 고시엔 구장), 2회초에 구보 야스오로부터 좌중간에 만루 홈런 ※역대 55번째

#### 기타
- 트리플 쓰리 : 1회(1983년)
- 올스타전 출장 : 4회(1978년, 1983년 ~ 1985년)
- 올스타전에서의 홈스틸 : 1978년 2차전(7월 23일, 한신 고시엔 구장) ※더블스틸, 사상 최초[18]

### 등번호
- 24(1976년 ~ 1980년)
- 1(1981년 ~ 1987년)
- 2(1988년 ~ 1990년)
- 71(1991년 ~ 1995년)

### 연도별 타격 성적
| 연 도      | 소 속      | 경 기 | 타 석 | 타 수 | 득 점 | 안 타 | 2 루 타 | 3 루 타 | 홈 런 | 루 타 | 타 점 | 도 루 | 도 루 자 | 희 생 번 | 희 생 플 | 볼 넷 | 고 4 | 사 구 | 삼 진 | 병 살 타 | 타 율 | 출 루 율 | 장 타 율 | O P S |
| ---------- | ---------- | ----- | ----- | ----- | ----- | ----- | ------- | ------- | ----- | ----- | ----- | ----- | -------- | -------- | -------- | ----- | ---- | ----- | ----- | -------- | ----- | -------- | -------- | ----- |
| 1976년     | 한큐       | 22    | 6     | 6     | 6     | 2     | 0       | 0       | 1     | 5     | 3     | 4     | 2        | 0        | 0        | 0     | 0    | 0     | 0     | 0        | .333  | .333     | .833     | 1.167 |
| 1977년     | 한큐       | 86    | 84    | 74    | 21    | 20    | 5       | 1       | 1     | 30    | 7     | 7     | 5        | 3        | 0        | 6     | 0    | 1     | 14    | 0        | .270  | .333     | .405     | .739  |
| 1978년     | 한큐       | 125   | 488   | 423   | 85    | 130   | 19      | 6       | 17    | 212   | 65    | 61    | 19       | 16       | 4        | 37    | 0    | 8     | 37    | 2        | .307  | .371     | .501     | .872  |
| 1979년     | 한큐       | 125   | 532   | 436   | 69    | 123   | 24      | 9       | 9     | 192   | 51    | 33    | 13       | 18       | 4        | 61    | 0    | 13    | 65    | 4        | .282  | .383     | .440     | .824  |
| 1980년     | 한큐       | 130   | 591   | 494   | 83    | 132   | 14      | 6       | 31    | 251   | 79    | 39    | 8        | 31       | 4        | 45    | 2    | 17    | 58    | 7        | .267  | .346     | .508     | .855  |
| 1981년     | 한큐       | 116   | 494   | 432   | 66    | 123   | 20      | 0       | 10    | 173   | 40    | 26    | 6        | 22       | 3        | 33    | 1    | 4     | 41    | 8        | .285  | .339     | .400     | .739  |
| 1982년     | 한큐       | 130   | 573   | 479   | 81    | 135   | 22      | 4       | 22    | 231   | 70    | 27    | 5        | 21       | 5        | 65    | 2    | 3     | 61    | 7        | .282  | .368     | .482     | .850  |
| 1983년     | 한큐       | 127   | 539   | 445   | 95    | 139   | 19      | 2       | 32    | 258   | 92    | 35    | 4        | 7        | 9        | 72    | 1    | 6     | 49    | 6        | .312  | .408     | .580     | .988  |
| 1984년     | 한큐       | 119   | 519   | 436   | 74    | 122   | 13      | 3       | 26    | 219   | 88    | 5     | 2        | 5        | 6        | 70    | 1    | 2     | 56    | 10       | .280  | .377     | .502     | .880  |
| 1985년     | 한큐       | 105   | 462   | 389   | 69    | 108   | 25      | 0       | 24    | 205   | 80    | 9     | 3        | 3        | 5        | 64    | 4    | 1     | 65    | 7        | .278  | .377     | .527     | .904  |
| 1986년     | 한큐       | 67    | 281   | 240   | 39    | 75    | 17      | 0       | 9     | 119   | 31    | 0     | 1        | 1        | 0        | 38    | 2    | 2     | 25    | 8        | .313  | .411     | .496     | .907  |
| 1987년     | 한큐       | 121   | 469   | 424   | 47    | 102   | 21      | 0       | 13    | 162   | 50    | 3     | 2        | 3        | 4        | 35    | 2    | 3     | 63    | 11       | .241  | .300     | .382     | .683  |
| 1988년     | 요미우리   | 93    | 284   | 252   | 29    | 59    | 12      | 0       | 6     | 89    | 18    | 1     | 4        | 9        | 1        | 21    | 1    | 1     | 39    | 2        | .234  | .295     | .353     | .648  |
| 1989년     | 요미우리   | 37    | 63    | 54    | 8     | 13    | 0       | 0       | 2     | 19    | 3     | 0     | 0        | 0        | 0        | 9     | 1    | 0     | 10    | 1        | .241  | .349     | .352     | .701  |
| 1990년     | 요미우리   | 17    | 24    | 20    | 3     | 3     | 1       | 0       | 1     | 7     | 1     | 0     | 0        | 0        | 0        | 4     | 0    | 0     | 5     | 1        | .150  | .292     | .350     | .642  |
| 통산: 15년 | 통산: 15년 | 1420  | 5409  | 4604  | 775   | 1286  | 212     | 31      | 204   | 2172  | 678   | 250   | 74       | 139      | 45       | 560   | 17   | 61    | 588   | 74       | .279  | .362     | .472     | .834  |

- 굵은 글씨는 시즌 최고 성적.